# Пестряков, Владимир Борисович
Владимир Борисович Пестряко́в (1913—1991) — советский инженер-конструктор. Первый директор МКБ «Компас» (1948), главный конструктор глобальных навигационных радиосистем.

## Биография
Профессор кафедры радиотехнических систем МТУСИ.
После начала Великой Отечественной войны за полтора месяца в составе группы конструкторов разработал радиостанцию 13-Р (созданную на основе конструкции и с использованием деталей гражданского радиоприёмника 6Н-1). Испытания станции 13-Р в боевой обстановке в районе деревни Середа в Подмосковье проводил В. Б. Пестряков. По результатам эксплуатации станция зарекомендовала себя положительно и решением начальника управления связи Западного фронта Н. Д. Псурцева она была принята на снабжение, с 1942 года началось её серийное производство (продолжавшееся до 1944 года).
В разработанных под руководством Владимира Борисовича Пестрякова самолётных радиокомпасах впервые были применены внутрифюзеляжные магнитные антенны, помехоустойчивые радиотехнические системы следящего управления, превосходящие по своим характеристикам зарубежные аналоги.
Разработанные впоследствии фазовые системы как отечественные, так и зарубежные, используют фазоимпульсный принцип, впервые предложенный Пестряковым и обеспечивший недостижимые прежде точности определения местоположения, в том числе и в подводном положении.
Автор 14 научных монографий и более 80 научных статей, в том числе учебников для высших учебных заведений «Радиотехнические системы», «Конструирование радиоэлектронной аппаратуры», а также книги «Фазовые радиотехнические системы». Под редакцией профессора В. Б. Пестрякова был создан труд «Шумоподобные сигналы в системах передачи информации».

## Награды и премии
- заслуженный деятель науки и техники РСФСР
- Сталинская премия II степени (10 апреля 1942) — за разработку самолётной радионавигационной аппаратуры
- Сталинская премии III степени (1949) — за разработку и промышленное освоение новой радиоаппаратуры
- Государственная премия СССР (1988) — за цикл работ по статистической теории радиоэлектронных систем и устройств

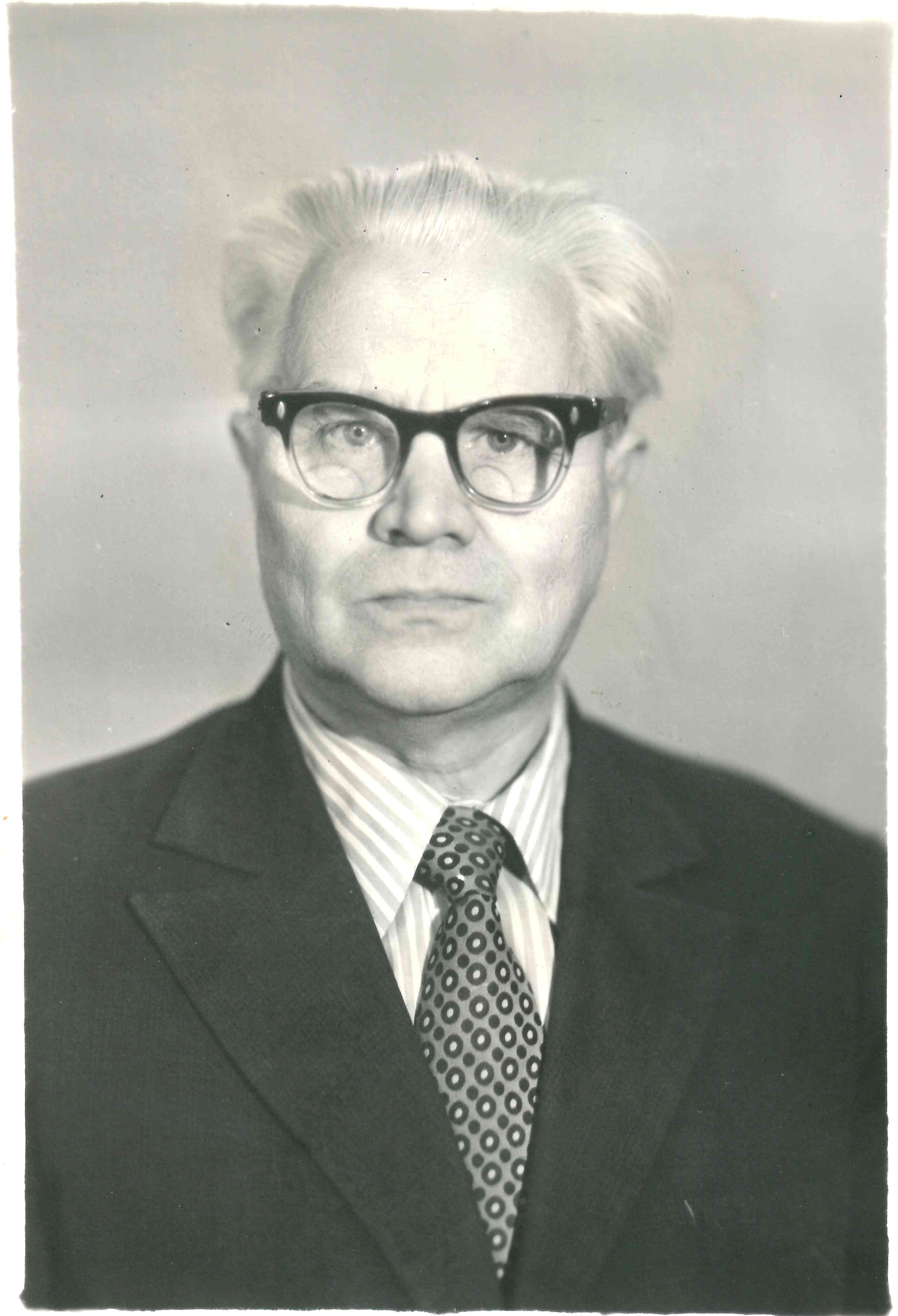
Пестряков Владимир Борисович 1980е

- Пестряков Владимир Борисович 1980еорден Ленина
- орден Трудового Красного Знамени
- медали